# Banque de l'Érythrée
La Banque de l'Érythrée (en arabe : بنك إريتريا المركزي) est la banque centrale érythréenne. Le siège principal de la Banque de l'Érythrée se situe à Asmara.

## Présentation
La banque centrale souhaite encourager les investissements étrangers et importer des biens d'équipement tels que des machines industrielles et du matériel agricole. La Banque centrale d'Érythrée, bien qu'étant une entité gouvernementale, est indépendante du ministère des Finances ; son gouverneur et son comité politique élaborent et mettent en œuvre la politique avec la participation du ministère des Finances. Bien que les voyageurs soient autorisés à apporter des devises étrangères dans le pays, toutes les transactions doivent être effectuées en nakfas. 

## Liste de gouverneurs
| Rang | Nom                     | Mandat      |
| ---- | ----------------------- | ----------- |
| 1er  | Andebrhan Welde Giorgis | 1993-1994   |
| 2e   | Tekie Beyene            | 1994-2003   |
| 3e   | Kibreab Woldemariam     | Depuis 2005 |